# 무대조명기구

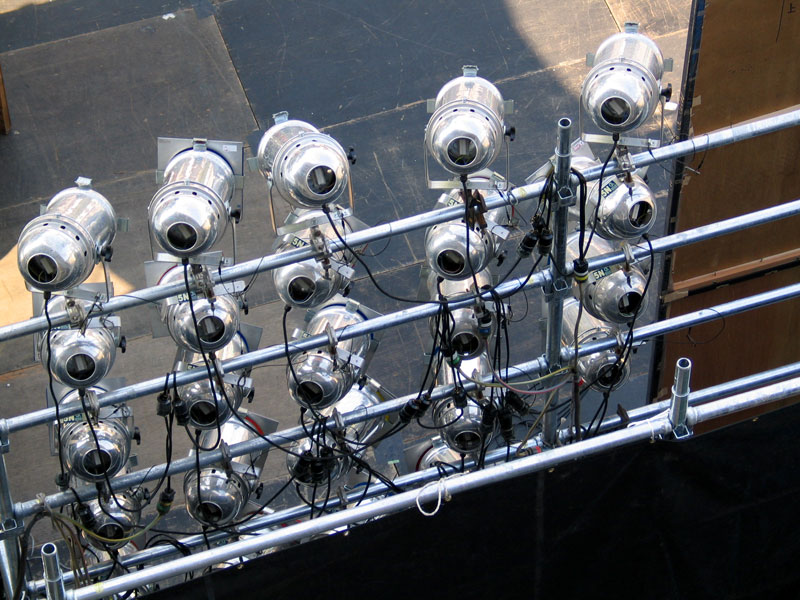

무대조명기구란 공연장이나 무대에서 사용되기 위해 만들어지는 조명기구를 가리키는 단어이다.

## 설명
무대조명기구들(유럽의 등기구, 혹은 조명기구)은 라이브 공연장에서 진행되는 연극 작품들, 콘서트들, 그리고 다른 공연들을 밝히기 위해 무대의 조명에 사용된다. 또한 텔레비전 스튜디오와 음향 무대를 밝히는 용도로도 사용된다. 많은 무대장치 용어들은 미국과 영국에 따라 각각 다르다. 미국에서 조명 기구는 종종 "악기"나 "단위"라고 불린다. 영국에서는 등불이나 루미나이어라고 부른다. 무대 조명 기구는 넓은 영역을 비추는 투광등 조명과 더 좁고 더 제어 가능한 광 빔을 생성하는 스포트라이트(프로파일이라고도 함)의 두 가지 범주로 크게 구분될 수 있다. 이 구분은 기기에서 발생하는 빛의 특성과 관련이 있다. 스포트라이트는 잠재적으로 촘촘하게 초점을 맞춘 빛을 만들어 내는 반면 투광등 조명은 훨씬 더 확산적인 빛을 만들어낸다. 스펙트럼 중간 어딘가에 해당하는 계측기는 계측기의 종류와 사용 방법에 따라 스폿 또는 홍수로 분류될 수 있다.

## 같이 보기
- 조명기구
- 무대
- 공연장
- 콘서트